# 주간 토라 부분

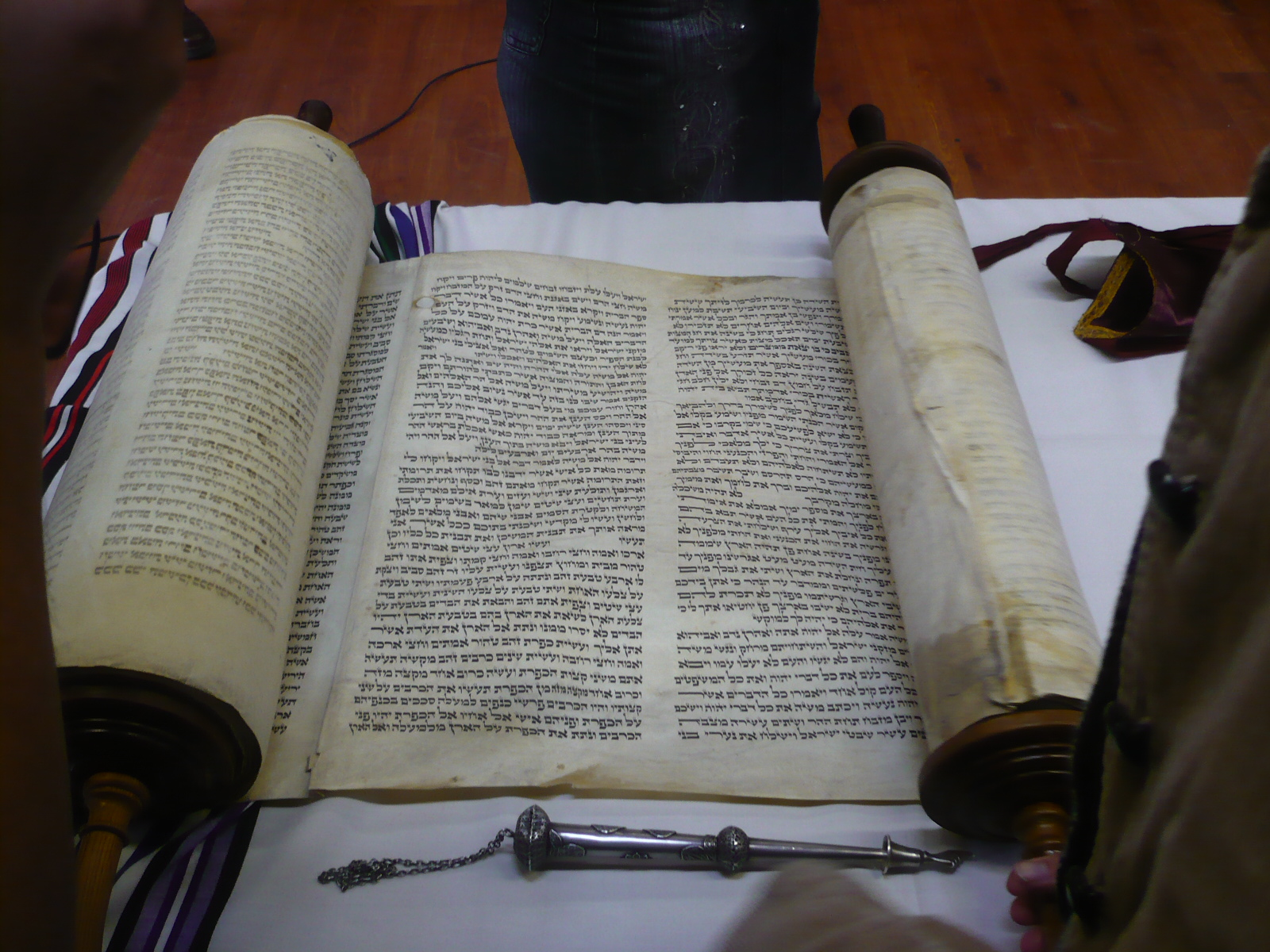
토라 두루마리

주간 토라 부분(Weekly Torah portion)은 유대교의 성서적 관습을 말하며, 월요일, 목요일, 토요일에 유대교 기도 예배에서 토라(모세 오경)의 일부를 낭독한다. 전체 명칭인 파라샤트 하샤부아(히브리어: פָּרָשַׁת הַשָּׁבוּעַ)는 일반적으로 파라샤(또는 파르샤 /pɑːrʃə/)로 줄여서 부르며, 시드라 또는 세드라 /sɛdrə/로도 알려져 있다. 파라샤는 특정 주간 동안 유대교 예배에서 사용되는 토라의 한 부분이다. 히브리어로 파르샤 또는 파라시요트(parashiyot)로 총 54개의 파르샤가 있으며, 전체 주기는 성경적 1년 동안 읽힌다.

## 내용 및 번호
각 토라 부분은 일주일 동안 읽는 2~6장으로 구성되어 있다. 54주 분량 또는 파라숏이 있다. 토라 낭독은 대부분 유대교 명절인 심하트 토라(Simchat Torah)에 시작하고 끝나는 연간 주기를 따르며, 이 주기는 최대 55주까지 포함하는 태음태양력에 해당한다. 정확한 주기는 윤년과 일반년에 따라 다르다.
위에서 언급한 주기적 규칙성에는 유월절 주간과 수코트 주간과 관련된 몇 가지 편차가 있다. 두 명절 모두 명절의 첫날이 안식일과 겹칠 수 있으며, 이 경우 토라 낭독은 일반적인 주기적 순서의 일부가 아닌 명절과 관련된 특별한 부분으로 구성된다. 두 명절 모두 안식일에 시작하지 않는 경우, 명절 주간의 안식일에 다른 '주기 외' 부분을 낭독한다.
수코트 바로 다음에는 셰미니 아체렛(Shemini Atzeret) 명절이 있다. 이스라엘에서는 이 명절이 심하트 토라와 겹치지만, 유대인 디아스포라에서는 셰미니 아체렛 다음 날에 심하트 토라를 기념한다. 셰미니 아체렛이 안식일에 겹치면, 디아스포라에서는 그날을 위해 특별한 '주기 외' 토라 독서가 삽입된다. 마지막 파라샤인 브조트 하베라카(V'Zot HaBerachah)는 항상 심하트 토라(Simchat Torah)에 낭독된다.
이 "변경되지 않는" 마지막 부분을 제외하고, 나머지 53개 부분을 위해 최대 53주까지 사용할 수 있다. 사용 가능한 주가 53주보다 적은 해에는 필요한 주간 독서 수에 맞추기 위해 일부 독서를 결합한다.
"토라를 기뻐함"을 의미하는 심하트 토라(Simchat Torah)에 토라 독서를 매년 완료하는 것을 전 세계 유대인 공동체가 기념한다.

## 같이 보기
- 성서정과
- 히브리어 성경